# Ринезухиды
Ринезухиды (лат. Rhinesuchidae) — семейство вымерших земноводных из подотряда стереоспондильных отряда темноспондильных, живших во времена окончания пермского — начала триасового периодов (279,3—247,2 млн лет назад) в основном на территории Южной Африки. Занимают промежуточное положение между нижнепермскими Eryopoidea и триасовыми капитозаврами.

## Описание
Земноводные достаточно крупных размеров, с умеренно длинной широкой мордой и черепом округло-треугольных очертаний. Желобки боковой линии развиты слабо или отсутствуют. Череп уплощённый, орбиты направлены вверх-вбок. Лобная кость не достигает глазницы. Челюстные мыщелки немного позади затылочных. Заднеушная кость образует нижний край задневисочного отверстия. Позвонки рахитомные. Конечности слабо окостеневшие, но таз массивный. Традиционно считаются водными хищниками, но иногда предполагается, что они могли вести полуназемный образ жизни.

## Отдельные представители
На ноябрь 2017 года в семейство включают 7 родов, наиболее известны следующие представители:

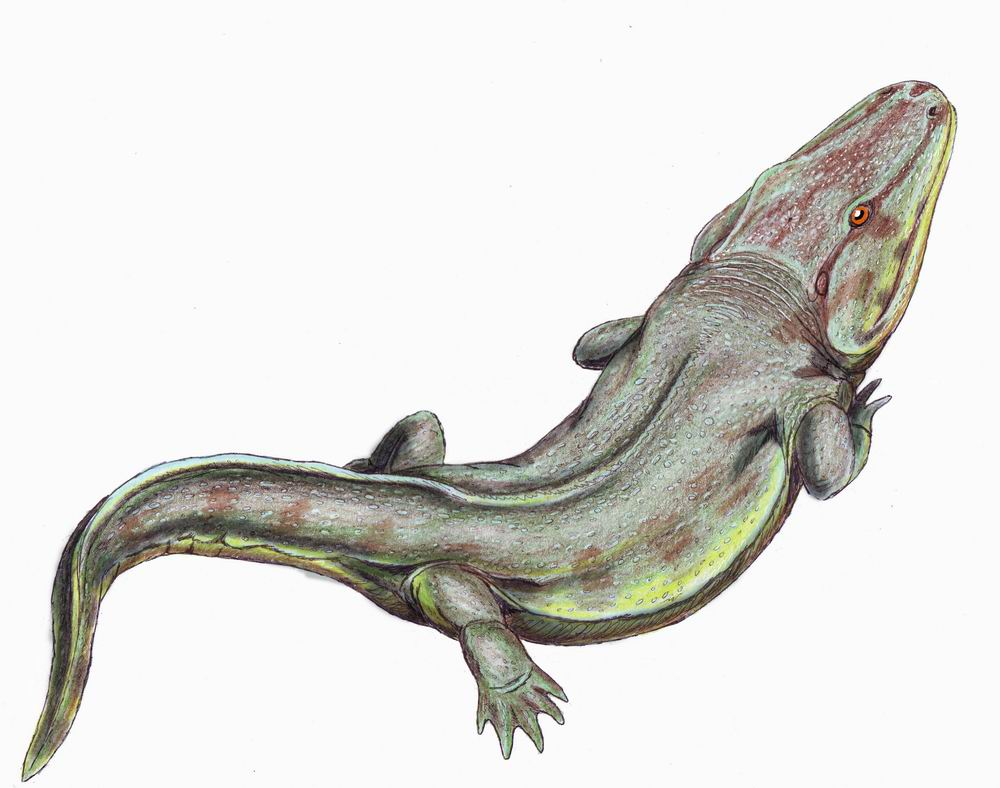
Rhinesuchus whaitsi

- Rhinesuchus — из верхней перми (зоны Tapinocephalus, Cistecephalus, Dicynodon) Южной Африки. Типовой вид — Rhinesuchus whaitsi. Довольно крупное животное, с черепом более 30 см длиной. Череп у молодых особей округлый, у старых — более удлинённый. Нёбные и краевые зубы мелкие, многочисленные, что предполагает питание рыбой. Нёбные зубы образуют «шагрень» на парасфеноиде, крыловидных костях, сошниках и передней части нёбных костей. Такая же шагрень присутствует и на венечной кости нижней челюсти. Есть небольшая фонтанель между ноздрями. Другие виды описаны из различных горизонтов Кароо, как в ЮАР, так и в Малави.
- Rhineceps nyasaensis из зоны Cistecephalus Малави (длина черепа 40 см) выделяется в особый род, но может принадлежать и к роду Rhinesuchus. У этого ринезухида хорошо развиты желобки боковой линии, а череп более широкий, чем у типового вида.
- Род Rhinesuchoides из зоны Tapinocephalus Южной Африки отличается от других ринезухид длинной узкой мордой (очертания черепа напоминают череп бентозуха, длина черепа вдвое больше ширины).
- Род Broomistega — мелкий темноспондильный с длиной черепа 11 см. Он происходит из нижнетриасовых (зона Lystrosaurus) слоёв Южной Африки. Ранее относился к роду Lydekkerina. Это может быть последним из ринезухид, ставшим мелким, неотеническим животным ввиду неблагоприятных условий раннего триаса.
- Самый крупный из ринезухид — Uranocentrodon senekalensis. Это достаточно большое животное, с черепом 50—60 см длиной, общая длина могла быть 3,5—4 метра. Описан Ван Хопеном в 1911 году как Myriodon senekalensis, новое название рода (старое было преоккупировано) дано им же в 1915 году. Череп плоский, широкий, затылок уплощён. Нёбные клыки крупные. Позвоночник с хорошо развитыми плевроцентрами. Конечности слабо окостеневшие, но таз массивный. Обнаружены единичные спинные чешуи и обычные для темноспондилов многочисленные брюшные чешуи. Есть рудименты жаберных дуг (три пары). Известно несколько скелетов из одного местонахождения в Южной Африке. Вероятно, обнаруженные особи погибли в высохшем озере. Возраст Uranocentrodon изначально считался нижнетриасовым, поскольку в том же регионе были найдены дицинодонты листрозавры, но дальнейшие исследования (в частности петрографический анализ) показали, что типовой образец был извлечён из карьера с позднепермскими отложениями.[3]
- Род Laccocephalus из самых верхних слоёв перми Южной Африки близок к Uranocentrodon. Отличается более узким черепом. С этим родом синонимизирован Muchocephalus из зоны Cistecephalus, у которого длина черепа 14 см и отсутствуют желобки боковой линии.

Ринезухиды существовали и на других континентах: к семейству отнесены Rhinesuchus wadiai из верхней перми Индии (nomen dubium в пределах семейства) и Rhinesuchus wolgodvinensis из нижнего триаса России.